# Кауфунген
Кауфунген (њем. Kaufungen) општина је у њемачкој савезној држави Хесен. Једно је од 29 општинских средишта округа Касел. Према процјени из 2010. у општини је живјело 12.666 становника. Посједује регионалну шифру (AGS) 6633015.

## Географски и демографски подаци
Кауфунген се налази у савезној држави Хесен у округу Касел. Општина се налази на надморској висини од 210 – 250 метара. Површина општине износи 26,1 km². У самом мјесту је, према процјени из 2010. године, живјело 12.666 становника. Просјечна густина становништва износи 485 становника/km².

## Међународна сарадња
| Мјесто    | Држава  | Врста сарадње | Од    |
| --------- | ------- | ------------- | ----- |
|           | Шведска | партнерство   | 1992. |
| Бертиноро | Италија | партнерство   | 1997. |
| Извор     |         |               |       |